# Stadion Karađorđev Park
Stadion Karađorđev Park (serb. Стадион Карађорђев парк) – wielofunkcyjny stadion w Zrenjaninie, w Serbii. Może pomieścić 13 500 widzów. Swoje spotkania rozgrywa na nim drużyna FK Banat Zrenjanin.